# André Bjerke

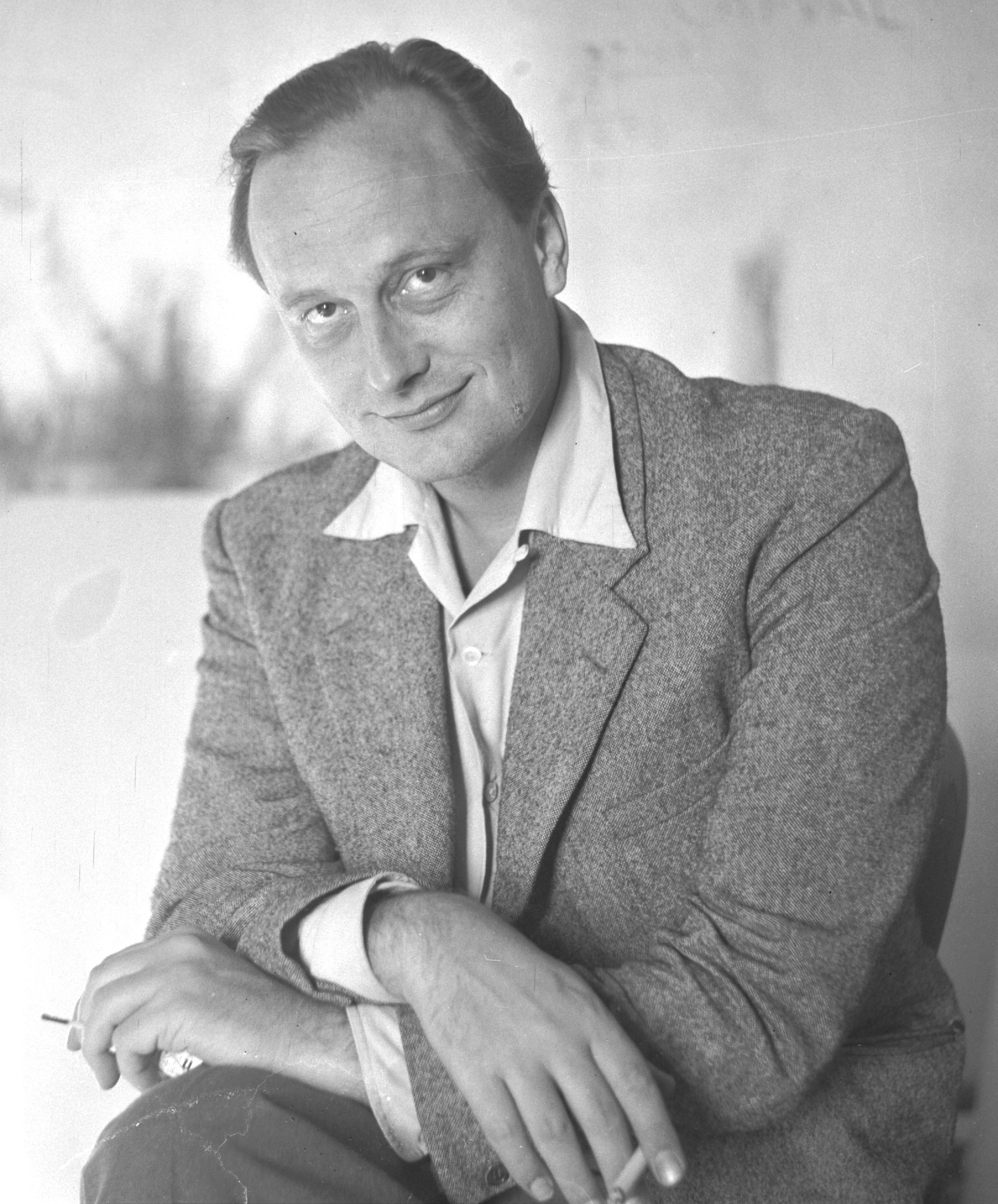
André Bjerke 1958.

André Bjerke född 30 januari 1918 i Kristiania (nuvarande Oslo), Norge, död 10 januari 1985 i Oslo, var en norsk författare, lyriker och manusförfattare. Han har även varit verksam under pseudonymen Bernhard Borge.
Bjerke debuterade som författare 1940 med poesiboken Syngende Jord. Han tilldelades Svenska Deckarakademins Grand Master Diplom för "förnyelse av den nordiska detektivromanen" 1981. Bjerke räknas som en av efterkrigstidens tongivande norska författare.

## Filmmanus
- 1964 – Klokker i måneskinn
- 1958 – De dødes tjern